# Znovupoznaný Xindus
Znovupoznaný Xindus (v italském originále Xindo reconosciuto) je opera seria („dramma per musica“) o třech dějstvích českého skladatele Jiřího Antonína Bendy z roku 1765. Libreto k ní napsal dramatik a zpěvák Giovanni Andrea Galletti. Její premiéra byla uvedena dne 11. srpna 1765 ve dvorním vévodském divadle v Gotě (nyní zvaném Ekhof-Theater). 

## Vznik a historie
Jiří Antonín Benda byl od roku 1750 kapelníkem dvorní kapely sasko-gothajsko-altenburského vévody Fridricha III. Pokud jde o vlastní tvorbu, věnoval se v této funkci především instrumentálním a církevním skladbám, popřípadě hudbě k činohrám, které u dvora hrály střídající se divadelní společnosti. Kulturní život gothajského dvora výrazně ovlivňovala manželka Fridricha III., vévodkyně Luisa Dorotea Sasko-Meiningenská, která udržovala styly s předními představiteli německého osvícenství. Bylo to právě k jejím narozeninám, že Benda napsal svou první operu, a to v italském žánru opera seria.

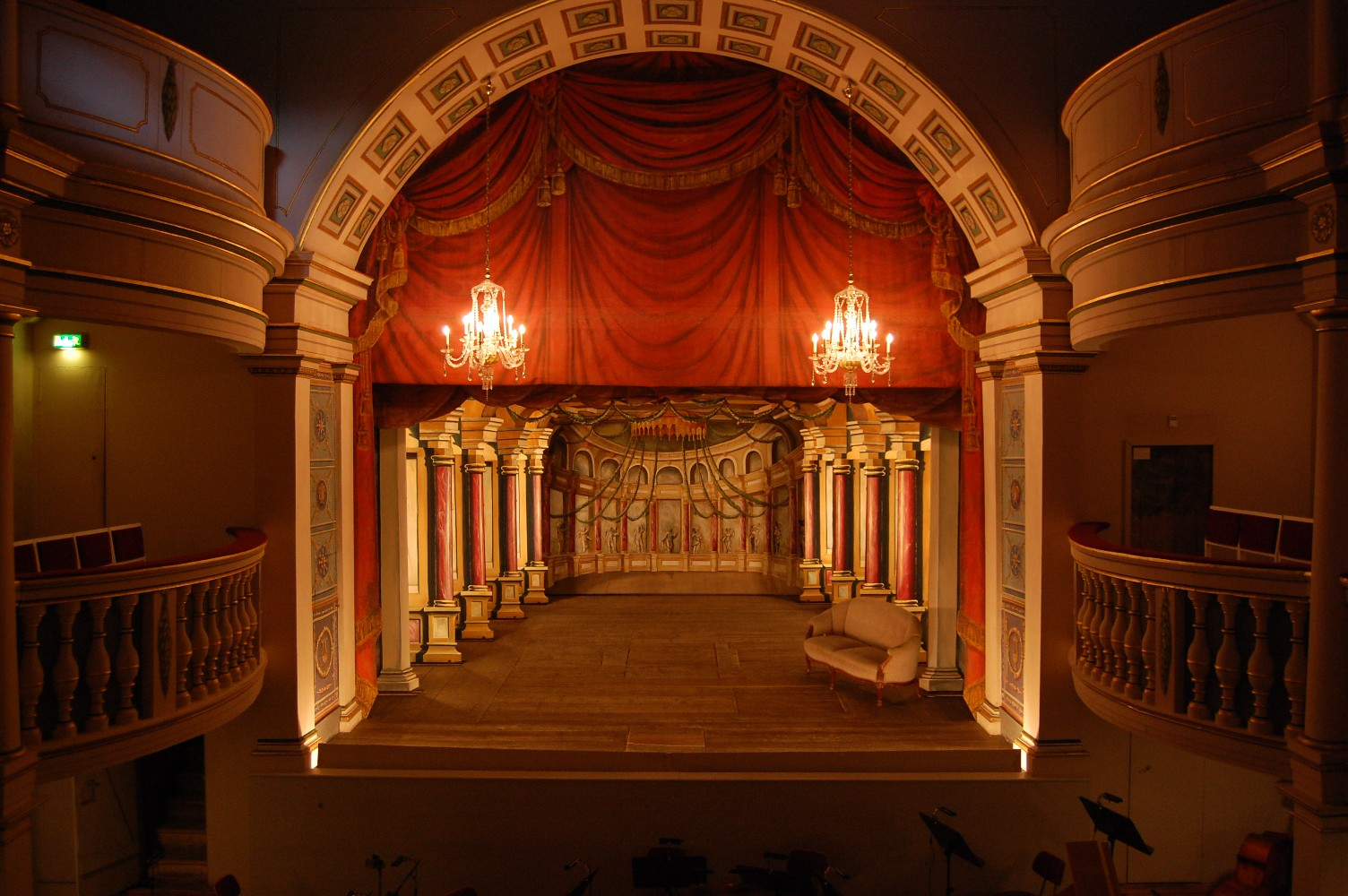
Jeviště zámeckého vévodského divadla v Gotě (Friedensteinu), kde se konala premiéra Znovupoznaného Xinda

Libreto napsal Giovanni Andrea Galletti (kolem 1710–1784). Tento Ital měl u gothajského dvora postavení komorního pěvce přibližně od stejné doby jako Benda, předtím však působil v Bayreuthu u dvora hudbymilovné markraběnky Vilemíny a napsal libreto k její opeře Argenore (1740), ale též k operám Lucidoro a Sirace anonymních autorů (možná pasticcia) hraným tamtéž v letech 1743 a 1744. Navíc napsal text k opeře L'innocenza oppressa, která byla hrána roku 1764 u dvora vévody Arnošta Fridricha III. Sasko-Hildburghausenského a k níž napsal hudbu Anton Schweitzer, skladatel první vážné německé opery Alceste, a hned v následujícím roce tedy následovala opera pro divadlo vévodů sasko-gothajsko-altenburských.
Bendova opera Znovupoznaný Xindus byla zkomponována pravděpodobně roku 1765 a poprvé uvedena 11. srpna 1765 v 5 hodin odpoledne, den po vévodkyniných narozeninách, a znovu pak ještě 18. srpna a 25. září. Titulní úlohu v ní zpíval samotný Galletti, Xindovu snoubenku Silalbu pak jeho manželka Elisabeth (Elisabetta) Gallettiová. Vládkyni Nivene zpívala Bendova sestra Anna Františka Hatašová a roli vojevůdce Bagoda zpíval zpěvák a skladatel Ernst Christoph Dreßler (1734–1779), který přišel ke gothajskému dvoru roku 1764 rovněž z Bayreuthu po smrti markraběte Bedřicha.
Lze předpokládat, že tento Bendův první pokus o operu byl považován za úspěšný; byl nejen reprízován, ale v srpnu 1766 vyšla v lipském časopise Wöchentliche Nachrichten und Anmerkungen die Musik betreffend, redigovaném Johannem Adamem Hillerem, na pokračování obsáhlá čtyřdílná recenze anonymního autora, která k Bendově hudbě (na rozdíl od libreta a výkonu většiny představitelů) vyslovovala hluboký obdiv a zmiňovala, že po skončení opery „každý byl u vytržení a ze všech stran bylo slyšet za všeobecného potlesku hlasité ‚bravo‛“. Navíc vévoda následně vyslal Bendu na placenou studijní výpravu do Itálie (září 1765 až červen 1766), kde se Benda seznámil s řadou hudebních osobností (Johann Adolf Hasse, Giovanni Battista Martini, Farinelli), viděl mnoho oper a přivezl zpět do Gothy mnoho hudebního materiálu. Po návratu napsal pro gothajské divadlo ještě dvě italská komická intermezza na Galettiho libreta, Hodný manžel (Il buon marito 29. října 1766) a Nový kapelník (Il nuevo maestro di capella 25. dubna 1767); po smrti vévodkyně Luisy Dorotey však byla malá italská divadelní společnost rozpuštěna a Benda také již žádnou vážnou ani komickou italskou operu nezkomponoval.
Kromě představení v roce 1765 nejsou doložena žádná soudobá uvedení Znovupoznaného Xinda. Partitura opery byla v literatuře dlouho považována za ztracenou, počátkem 80. let 20. století však byla nalezena v hudebním archivu knížat Thurn-Taxisů v Řezně. Pravděpodobně se tam dostala roku 1779, kdy se Benda po odchodu z Gothy (1778) pokoušel prosadit v jižním Německu, zejména ve Vídni, a byl ve styku s intendantem thurn-taxisovského knížecího divadla baronem von Biberichem. Ve 21. století na ni upozornil zejména muzikolog Christoph Meixner, avšak jeho volání po vědecké edici této opery a novém uvedení (například v zachovaném místě premiéry, bývalém vévodském divadle Ekhof-Theater) dosud (2022) nebylo vyslyšeno.

## Charakteristika

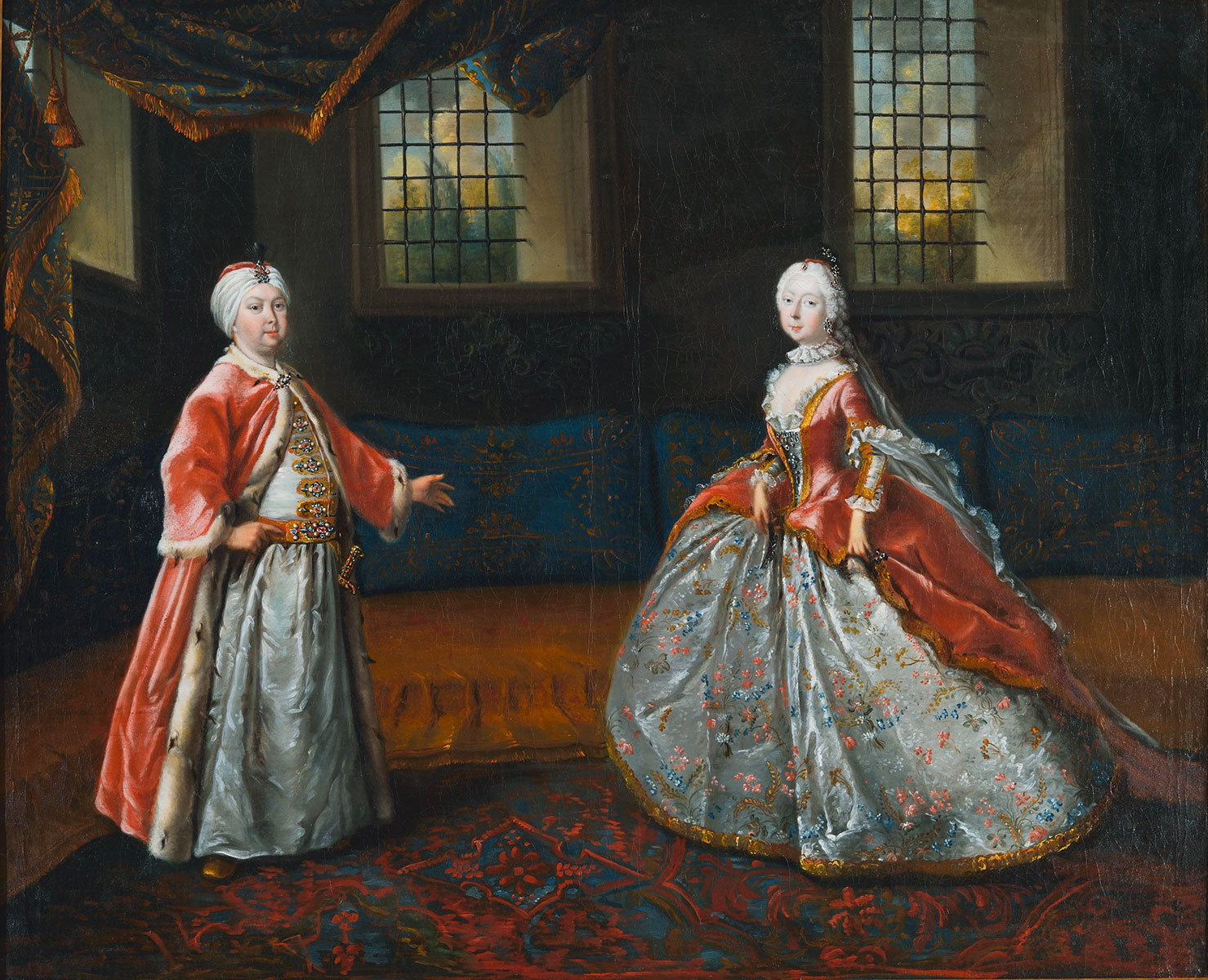
Objednatelé opery, sasko-gothajský vévoda Fridrich III. a vévodkyně Luisa Dorotea, divadelní scéna

Znovupoznaný Xindus má všechny formální znaky italské opera seria; je to tříaktová opera na italské libreto, plně zpívaná (tj. bez mluvených dialogů), na (pseudo)historický námět s kombinací milostné a mocenské zápletky mezi vysoce postavenými osobami. Je poměrně krátká a má jen čtyři zpívající postavy (běžná metastasiovská jich má šest až osm), bez baletu či sboru.
Původ námětu nebyl v odborné literatuře identifikován, zvláštní je však podrobně vypracovaný děj údajně předcházející ději samotné opery, reprodukovaný v tzv. „argomentu“ představeném před libreto, který může poukazovat na literární pramen. Recenze ve Wöchentliche Nachrichten und Anmerkungen vyslovuje tuto domněnku: „Pokud jde o báseň, domnívám se, že za ni lze děkovat jedině šťastné představivosti pana autora; neboť si vskutku nedokážu vzpomenout, že bych byl něco podobného našel u řeckých či latinských spisovatelů. Při čtení obsahu mi však napadá, a zdá se mi téměř uvěřitelné, že autor musel být seznámen s nějakými zábavnými romány, v nichž se hovoří o potulných rytířích.“ Děj se odehrává v nespecifikované středověké době v Gólkondě (pevnostní město a střed zaniklé říše poblíž Hajdarábádu), která byla oblíbeným exotickým dějištěm v klasicistní a romantické literatuře. Podle muzikologa Christopha Meixnera měla být operní Gólkonda alegorií Gothy, stejně jako její královna Nivene obrazem vévodkyně Luisy Dorotey. Dobová recenze vytýká Galettiho libretu řadu estetických i dramaturgických nedostatků (titulní hrdina zdá se v nejkritičtějších momentech propadá spánku; jeho snoubenka Silalba se do kamenné kobky prokopává s pomocí své komorné a starého pastýře; královna Nivene před nastoupeným dvorem bezostyšně vyžaduje po Xindovi manželství, ač ho vidí poprvé a její důvody jsou pochybné; vojevůdce Bagone se z čestného muže a zdrženlivého rádce náhle stává šíleným žárlivcem a zákeřným vrahem, který navíc uteče, jakmile hrozí, že by se jeho vyhlédnutá oběť mohla probudit; nevysvětlitelnou přitažlivost, kterou k sobě Xindus a Nivene cítí, vysvětluje závěrečné odhalení jejich sourozeneckého poměru jen neuspokojivě…).
Bendova hudba ke Znovupoznanému Xindovi je pozoruhodná; Meixner tuto operu přirovnává ke Gluckově Orfeovi a Eurydice (1762) a považuje ji za „dílo ohromující modernosti“. Obsahuje poměrně málo – jen devět – árií, z nichž jen čtyři jsou v podobě arie da capo, pro soudobou operu seria obvyklé (vedle toho předehru, jeden duet a závěrečný sbor). Naproti tomu Benda dává značný důraz na doprovázený recitativ, kterému dává zjevně přednost před „suchým“ recitativem, a snaží se recitativy propojit s áriemi tak, aby vznikaly šířeji pojaté dramatické scény. Ukazuje tak základy svého pojetí hudebního vyjádření dramatu, které vedly o něco později k jeho novátorské práci v oblasti melodramu a k jeho teoretickým úvahám o úloze recitativu v opeře, obzvláště německé. Ve vlivném pojednání, které Benda napsal pro Magazin der Musik roku 1783, zpochybňuje účelnost „suchého“ recitativu v opeře; odvolává se přitom na mínění J.-J. Rousseaua, že je vhodný jen pro některé jazyky, nejspíše ještě vlaštinu, ale „přece usínáme při jejích recitativech operních“. Škodí podle něho i hudbě samotné: „Když recitovaným slovům beztoho rozuměti nelze, mluviž si i hudba neurčitě.“ A s narážkou přímo na Xinda psal, že „jsem […] sám složil italskou operu, ačkoli jsem všechny tyto nedostatky již tehdy považoval za nedostatky“.
K modernímu posouzení Bendovy hudby ke Xindovi by bylo třeba provedení této opery. Zmíněná soudobá recenze však byla nadšená. Podle ní již tato opera zaručovala Bendovi „věčnou slávu“; popisovala silný citový dojem, který jednotlivé hudební scény působily, od „nádherné symfonie“ sloužící jako předehra po závěrečný sbor „plný veselí, plný ohně“. „Je tedy, jak kdokoli musí nahlédnout, celé dílo dílem mistrovským. […] Veškeré [Bendovo] umění a schopnost myslet a vynalézat se ukazují v jeho opeře v neobyčejné míře. Je skrznaskrz originální. Nový ve vynalézání krásných a zcela vlastních myšlenek; nový i v jejich vypracování, bez jakéhokoli napodobení Hasseho nebo Jommelliho či jiných operních skladatelů.“

## Osoby a první obsazení

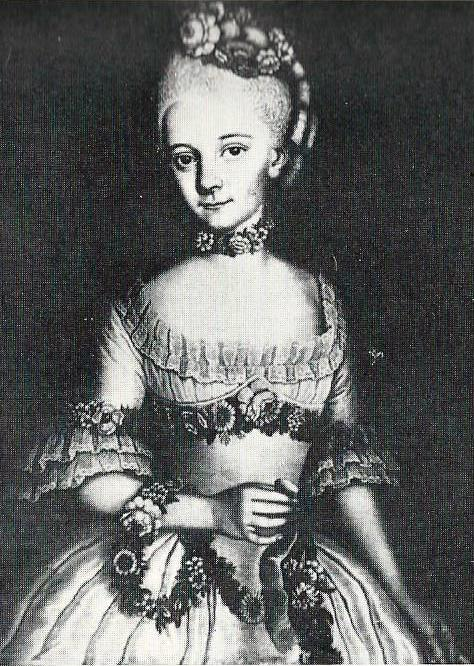
Anna Františka Hatašová, první představitelka Nivene v Znovupoznaném Xindovi

| osoba                                                                                          | hlasový obor | premiéra (11. srpna 1765) |
| ---------------------------------------------------------------------------------------------- | ------------ | ------------------------- |
| Xindus (Xindo), král části Indie, považovaný za Renaceho, tatarského prince, zaslíbený Silalbě | tenor        | Giovanni Andrea Galletti  |
| Silalba, královská princezna, dcera Gresorra, krále bucharského, zaslíbená Renacemu            | soprán       | Elisabeth Galetti         |
| Nivene, vládkyně království Gólkonda (Golconda) a sestra Xinda, považovaného za Renaceho       | soprán       | Anna Františka Hatašová   |
| Bagode, princ z Kónkanu (Cuncan), milenec a spojenec Nivene                                    | tenor        | Ernst Christoph Dreßler   |
| Indické dámy a kavalíři, indický pastýř, indičtí vojáci, lid (němé postavy)                    |              |                           |
| Dirigent: Jiří Antonín Benda                                                                   |              |                           |
| Režie: Giovanni Andrea Galletti                                                                |              |                           |
| Výprava: Johann Ludwig Tietz                                                                   |              |                           |

## Děj opery
(Argomento – Děj předcházející opeře) Xindus, syn Daga, krále Gólkondy, byl jako dítě unesen a předveden Campsigovi, králi Tatarů; ten byl vznešenými a velkodušnými sklony tohoto dítěte tak dojat, že jej dal vychovat jako vlastního syna pod jménem Renace. Když se tento stal statným, silným a ve vojenských cvičeních zdatným mládencem, měl řadu příležitostí se vyznamenat, zejména ve prospěch bucharského krále Gressora. Ten aby jej odměnil a současně podržel u sebe, považoval za záhodné mu přislíbit za ženu svou vlastní dceru Silalbu. Zatímco se urychlovaly přípravy svatby zamilovaného páru, unesli princeznu Silalbu piráti. Jejich koráb v bouři ztroskotal na pobřeží království Gólkondy, což dalo srdnaté princezně příležitost, aby uprchla a hledala útočiště u vládkyně tohoto království, zvané Nivene. Mezitím se Renace rozhodl co nejrychleji sledovat stopu pirátů a po dlouhém bloudění a marném pátrání se ocitl náhodně v blízkosti Gólkondy právě v době, když vojsko Kigigana, krále Orixy, podnikalo tažení s cílem tuto říši dobýt, avšak bylo poraženo a rozprášeno Niveninými zbraněmi. Renace ihned uprchlíky shromáždil a dodal jim odvahu, načež s nimi bojoval proti vítězům, svým vlastním vazalům; vyhrál a po jejich úprku se nepozorován vydal do lesa. Tam se v únavě položil do trávy a usnul; zatímco spal, byl zpozorován roztroušenými Niveninými vojáky, rozpoznán, spoután a předveden před ni. Rozzlobená princezna ho dala uvrhnout do strašného vězení a zamýšlela ho odsoudit k smrti.

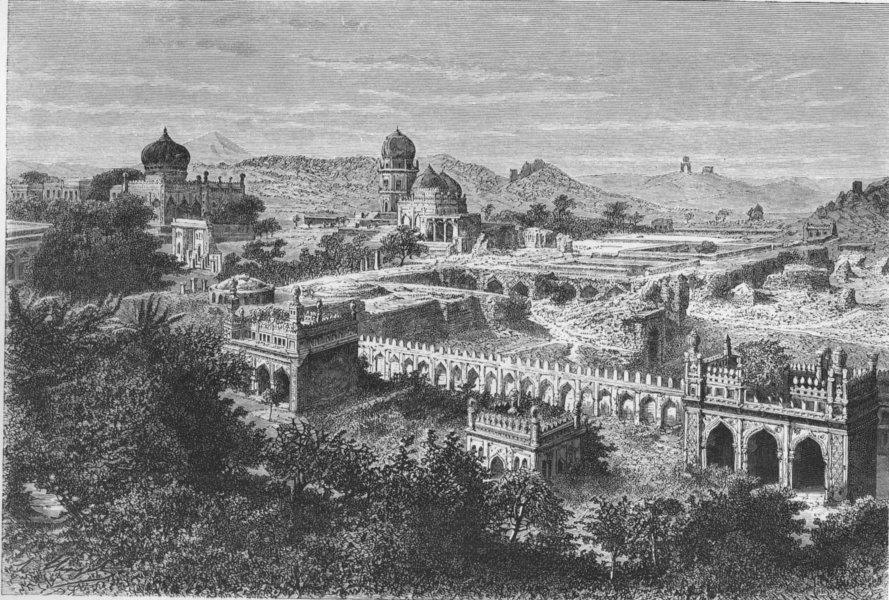
Palác Gólkonda, dějiště Znovupoznaného Xinda; rytina Louise Rousseleta z roku 1878

### 1. dějství
(Podzemní kobka) Renace je přikován ke kameni; volá na sebe milosrdnou smrt (recitativ Spirate, o duri marmi). Je slyšet, jak se k němu snaží dostat jeho snoubenka Silalba. Renace jí ze své strany nemůže pomoci, ale Silalba se s pomocí komorné a pastýře přece jen prokope až k němu. Oba se radují ze setkání, ale zoufají nad situací. Princezna Nivene, jež Silalbu hostí a Renaceho vězní, o jejich lásce dosud neví, ale to nebude dlouho trvat. Silalba chce s Renacem uprchnout, ale nejprve musí sehnat nářadí k rozbití Renaceho okovů.
Brzy po jejím odchodu se otevřou dveře vězení. Je to princ Bagode přinášející výzvu, aby se Renace dostavil před Nivene. Co tam Renaceho čeká, si Bagode netroufá hádat; princezniny nálady vůči Renacemu se rychle mění (árie Di sdegno talora). Dává Renacemu sundat pouta a odchází, zanechávaje u dveří stráž. Renace je na rozpacích, co dělat – pokud zůstane, hrozí, že stráž odhalí Silalbu, pokud odejde, co si pomyslí Silalba, když ho nenajde? Ale nakonec se rozhoduje následovat stráž za princeznou (recitativ a árie Mentre un' aura di speme… Quel timor, che mi cironda).
Silalba se vrací do prázdné kobky. Neví, co si má myslet: zda ji Renace opustil nebo – což je pravděpodobnější – byl odveden na smrt. V takovém případě je ochotna ji podstoupit po jeho boku (recitativ a árie Eccomi a te di nuevo… Ah! che il colpo è già vibrato).

### 2. dějství

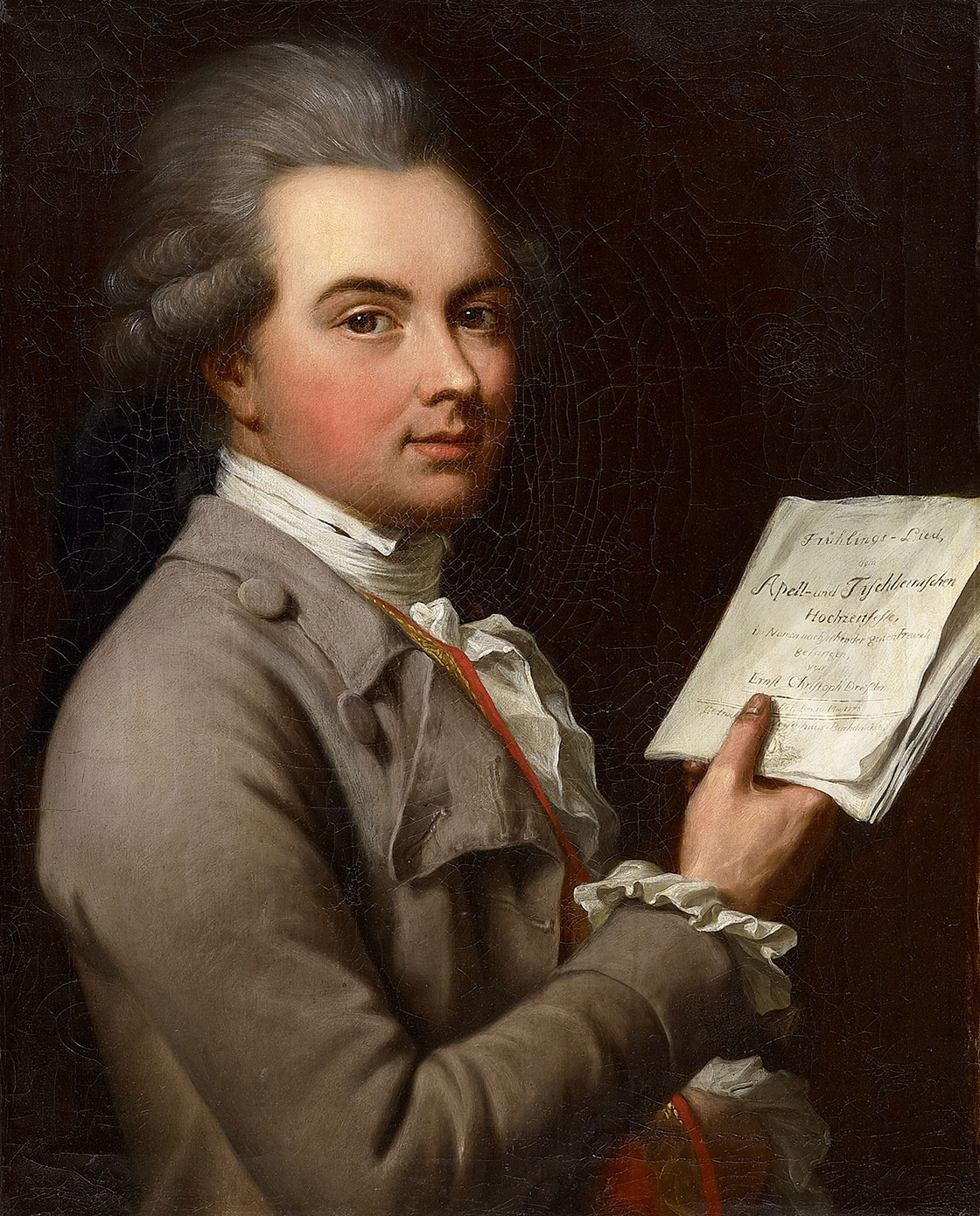
Tenorista Ernst Christoph Dreßler, první Bagode v Znovupoznaném Xindovi

(Nivenina komnata) Bagode hlásí Nivene, že se vězeň na její rozkaz dostaví. Přimlouvá se za něho a varuje princeznu, že by jí mohla Renaceho smrt u veřejnosti uškodit. Královna děkuje za radu a posílá ho pryč; Bagode odchází nerad, protože Nivene miluje a žárlí na to, že s ní cizinec – který ho navíc porazil na bitevním poli – zůstane o samotě (árie Vado, se tu lo brami).
Nivene přijímá Renaceho a vyčítá mu, že podpořil její nepřátele, kteří proti ní vedli nespravedlivý, dobyvačný boj. Renace se omlouvá, že si zvolil stranu ryze náhodně, a přísahá, že se rád postaví na její obranu. Nivene to nestačí; potřebuje takového hrdinu spolehlivě po svém boku, a proto si ho chce vzít za muže. Renace je nabídkou zaskočen; Nivene jeho váhání uráží a nechává mu čas na rozmyšlenou se zastřeným varováním (árie So, che pugnando in campo).
V tomto dilematu nachází Renaceho Silalba. Raduje se, že je živ a zdráv, ale Renace jí vysvětluje nastalé komplikace. Silalba se děsí, ale přijímá ujištění o Renaceho věrnosti. Renace se rozhoduje vyjevit Nivene svůj vztah k Silalbe a spoléhat se na její milost. Bagode přináší Renacemu na princeznin rozkaz vrátit jeho meč, ale důrazně ho varuje před tím, aby usiloval o Niveninu lásku. Ač to Renace nemá v úmyslu, pohoršeně odmítá Bagodovy výhrůžky a hlásá, že si nenechá rozkazovat (árie Si, già penso al tuo riposo). Silalba se pak vyptává Bagoda, co chystá, a protože Bagode neví o jejím vztahu k Renacemu, prozradí jí, jak na Renaceho žárlí a jak chystá jeho smrt, ať už silou nebo lstí. Silalba ho od toho odrazuje a prorokuje, že nedosáhne úspěchu. Bagode je jejími slovy zmaten; přesto setrvává na svém rozhodnutí přivodit Renaceho smrt, i když si je vědom, že mu to ještě Niveninu lásku nezaručí (recitativ a árie Chi delira di noi? … Se sprezza e condanna).

### 3. dějství
(Park) Renace objasňuje Nivene, proč musí odmítnout její nabídku, a popisuje jí svá dosavadní dobrodružství při hledání unesené Silalby. Nivene je navýsost rozhořčena, obviňuje Renaceho z krutosti a odkvapí (árie Cotanto potresti). Renace si zoufá. Silalba ho vyzývá, aby spolu co nejrychleji uprchli, ale Renace váhá. Cítí totiž k Nivene nevysvětlitelnou náklonnost a nechce jí nějak ublížit, zvlášť v době, kdy jí hrozí nepřítel. Silalba je těmito ohledy pochopitelně znepokojena; domnívá se, že ji chce Renace opustit pro Nivene, a s výčitkami ho opouští (árie Voi, che piegarti siete). Renace je situací natolik rozrušen, že usne.
Takto ho naleznou Nivene a Bagode. Bagode chce soka zapíchnout, ale Nivene mu v tom zabrání a posílá Bagoda pryč. Pak pozoruje Renaceho a nechápe, jak může spát, když jí zlomil srdce (árie Si, crudel qualor io peno). Tu si všimne na jeho ruce mateřského znaménka a poznává v něm svého ztraceného bratra; běží pro dopis zanechaný matkou, aby si to ověřila. Na odchodu svěřuje svůj poznatek Silalbě.
Renace spí tak hluboce, že se Silalba nejprve obává, že je mrtev. Pak se však Renace probudí a při pohledu na Silalbu se chce probodnout, protože ho odvrhla. Silalba se ho snaží zadržet (duet Come crudel tu puoi). Přichází Bagode a chce odebrat Renacemu meč, který mu dříve vydal. Renace se zdráhá, pokud to není přímo rozkaz princezny, a tak na něj Bagode posílá své vojáky. Střetu zabrání Nivene, která dává Renacemu předčítat matčin list: Renace se ve skutečnosti jmenuje Xindus a je Niveniným uneseným bratrem a zákonitým králem Gólkondy. Znovushledaní sourozenci do svého objetí zahrnou i Silalbu a Bagoda, s nímž se nyní Nivene spokojí. Renace vzdává díky bohům za milostivé dary a všichni se radují ze šťastného konce (sbor-kvartet Le vie tempesto).